# Verein für Leibesübungen Wolfsburg 2022-2023 (femminile)
Questa voce raccoglie le informazioni riguardanti la squadra femminile del Verein für Leibesübungen Wolfsburg nelle competizioni ufficiali della stagione 2022-2023.

## Divise e sponsor
Le tenute di gioco sono le stesse del Wolfsburg maschile. Lo sponsor tecnico, per la stagione 2022-2023, è Nike, mentre lo sponsor ufficiale che compare sulle divise rimane lo storico Volkswagen, marchio della multinazionale Volkswagen AG, proprietaria del club.
| Casa | Trasferta | 3ª divisa |

## Organigramma societario
Tratto dal sito ufficiale.
Area tecnica
- Allenatore: Tommy Stroot
- Assistenti allenatrici: Sabrina Eckhoff, Kim Kulig, Eva-Maria Virsinger
- Preparatrice dei portieri: Alisa Vetterlein
- Analista: Gerhard Waldhart
- Direttore sportivo: Ralf Kellermann

## Rosa
Rosa, ruoli e numeri di maglia come da sito ufficiale.
| N. |                        | Ruolo | Calciatrice       |
| -- | ---------------------- | ----- | ----------------- |
| 1  | Germania (bandiera)    | P     | Merle Frohms      |
| 2  | Paesi Bassi (bandiera) | D     | Lynn Wilms        |
| 3  | Slovenia (bandiera)    | D     | Sara Agrež        |
| 4  | Germania (bandiera)    | D     | Kathrin Hendrich  |
| 5  | Germania (bandiera)    | C     | Lena Oberdorf     |
| 6  | Paesi Bassi (bandiera) | D     | Dominique Janssen |
| 7  | Germania (bandiera)    | A     | Pauline Bremer    |
| 8  | Germania (bandiera)    | C     | Lena Lattwein     |
| 9  | Polonia (bandiera)     | A     | Ewa Pajor         |
| 10 | Germania (bandiera)    | C     | Svenja Huth       |
| 11 | Germania (bandiera)    | A     | Alexandra Popp    |
| 12 | Germania (bandiera)    | P     | Julia Kassen      |
| 13 | Germania (bandiera)    | D     | Felicitas Rauch   |

| N. |                        | Ruolo | Calciatrice              |
| -- | ---------------------- | ----- | ------------------------ |
| 14 | Paesi Bassi (bandiera) | C     | Jill Roord               |
| 16 | Germania (bandiera)    | C     | Sandra Starke            |
| 17 | Germania (bandiera)    | C     | Kristin Demann           |
| 20 | Germania (bandiera)    | C     | Pia-Sophie Wolter        |
| 21 | Svezia (bandiera)      | A     | Rebecka Blomqvist        |
| 23 | Islanda (bandiera)     | C     | Sveindís Jane Jónsdóttir |
| 24 | Germania (bandiera)    | D     | Joelle Wedemeyer         |
| 28 | Germania (bandiera)    | A     | Tabea Waßmuth            |
| 29 | Germania (bandiera)    | C     | Jule Brand               |
| 30 | Germania (bandiera)    | P     | Lisa Weiß                |
| 31 | Germania (bandiera)    | D     | Marina Hegering          |
| 77 | Polonia (bandiera)     | P     | Katarzyna Kiedrzynek     |

## Calciomercato

### Sessione estiva
| Acquisti | Acquisti        | Acquisti              | Acquisti   |
| R.       | Nome            | da                    | Modalità   |
| -------- | --------------- | --------------------- | ---------- |
| P        | Merle Frohms    | Eintracht Francoforte | definitivo |
| D        | Sara Agrež      | Turbine Potsdam       | definitivo |
| D        | Kristin Demann  | Colonia               | definitivo |
| D        | Marina Hegering | Bayern Monaco         | definitivo |
| C        | Jule Brand      | Hoffenheim            | definitivo |

| Cessioni | Cessioni              | Cessioni      | Cessioni   |
| R.       | Nome                  | a             | Modalità   |
| -------- | --------------------- | ------------- | ---------- |
| P        | Almuth Schult         | Angel City    | definitivo |
| P        | Melanie Wagner        | Union Berlino | definitivo |
| D        | Anna Blässe           | Grasshopper   | definitivo |
| C        | Lotta Cordes          | Colonia       | definitivo |
| A        | Turid Knaak           |               | ritiro     |
| A        | Joëlle Smits          | PSV           | definitivo |
| A        | Shanice van de Sanden | Liverpool     | definitivo |

## Risultati

### Frauen-Bundesliga

#### Girone di andata
| Arbitro: | Derlin (Bad Schwartau) |

|                                     |           |  |
| Pajor 14’, 70’ Popp 40’ Waßmuth 43’ | Marcatori |  |

| Arbitro: | Söder (Ingolstadt) |

|                 |           |                     |
| Naschenweng 15’ | Marcatori | 85’ Roord 89’ Brand |

| Arbitro: | Wildfeuer (Lubecca) |

|                                                                 |           |                     |
| Roordr 13’ Pajor 28’ Oberdorf 56’ Rauch 72’ Jónsdóttir 74’, 75’ | Marcatori | 30’ (rig.) Baijings |

| Arbitro: | Michel (Gau-Odernheim) |

|  |           |                      |
|  | Marcatori | 20’ Popp 90+4’ Pajor |

| Arbitro: | Söder (Ingolstadt) |

|                    |           |          |
| Pajor 41’ Huth 58’ | Marcatori | 73’ Bühl |

| Arbitro: | Duske (Leverkusen) |

|                         |           |                             |
| Dieckmann 32’ Meyer 78’ | Marcatori | 12’, 48’ Blomqvist 25’ Popp |

| Arbitro: | Weigelt (Lipsia) |

|                                        |           |  |
| Pajor 54’, 90+2’ Hegering 69’ Popp 89’ | Marcatori |  |

| Arbitro: | Rafalski (Baunatal) |

|  |           |                                   |
|  | Marcatori | 31’, 45+2’ Hegering 33’, 69’ Popp |

| Arbitro: | Wacker (Lehrensteinsfeld) |

|                                                  |           |  |
| Roord 5’, 42’, 54’ Pajor 44’ Doorsoun 86’ (rig.) | Marcatori |  |

| Arbitro: | Hussein (Bad Harzburg) |

|                                    |           |  |
| Waßmuth 17’, 22’ Bremer 73’ (rig.) | Marcatori |  |

| Arbitro: | Michel (Magonza) |

|  |           |                                              |
|  | Marcatori | 4’ Pajor 9’ Popp 45’ Jónsdóttir 87’ Lattwein |

#### Girone di ritorno
| Arbitro: | Breier (Zerf) |

|  |           |                                      |
|  | Marcatori | 68’ Popp 75’ Jónsdóttir 87’ Hegering |

| Arbitro: | Westerhoff (Bochum) |

|          |           |                      |
| Brand 1’ | Marcatori | 44’ Linder 70’ Billa |

| Arbitro: | Joos (Leinfelden-Echterdinge) |

|               |           |                                     |
| Turányi 90+2’ | Marcatori | 13’, 17’ Popp 66’ Brand 78’ Waßmuth |

| Arbitro: | Duske (Leverkusen) |

|                                                    |           |  |
| Rauch 27’ Lattwein 67’ Popp 72’, 90+1’ Janssen 86’ | Marcatori |  |

| Arbitro: | Michel (Magonza) |

|                    |           |  |
| Stanway 84’ (rig.) | Marcatori |  |

| Arbitro: | Schwermer (Ballenstedt) |

|                                                                    |           |  |
| Popp 11’, 43’ Waßmuth 40’ Pajor 47’, 82’ Blomqvist 78’, 90’, 90+3’ | Marcatori |  |

| Arbitro: | Breier (Zerf) |

|  |           |                                           |
|  | Marcatori | 16’ (rig.) Janssen 68’ Bremer 83’ Waßmuth |

| Arbitro: | Wacker (Lehrensteinsfeld) |

|                                                                      |           |              |
| Bremer 8’, 60’ Hegering 19’ Oberdorf 40’, 45+1’ Sellner 50’ Popp 84’ | Marcatori | 10’ Moorrees |

| Arbitro: | Söder (Norimberga) |

|                                         |           |  |
| Nüsken 18’ Anyomi 45’ Freigang 61’, 66’ | Marcatori |  |

| Arbitro: | Kost (Holzwickede) |

|                        |           |                                 |
| Schulte 30’ Josten 85’ | Marcatori | 63’ Roord 88’ Bremer 90+5’ Popp |

| Arbitro: | Derlin (Bad Schwartau) |

|                             |           |              |
| Pajor 8’ Janssen 44’ (rig.) | Marcatori | 35’ Steinert |

### DFB-Pokal
| Arbitro: | Westerhoff (Bochum) |

|                           |           |                                                                   |
| Baumgärtel 2’ Leubner 50’ | Marcatori | 32’ Roord 34’ Janssen 35’, 53’, 83’, 85’ Popp 87’ Wilms 90’ Pajor |

| Arbitro: | Diekmann (Dortmund) |

|  |           |                                                                        |
|  | Marcatori | 32’, 41’ Roord 44’ Pajor 76’ (aut.) Führlein 80’ Jónsdóttir 90’ Bremer |

| Arbitro: | Derlin (Bad Schwartau) |

|  |           |                                           |
|  | Marcatori | 24’ Pajor 42’ Huth 66’ Hegering 88’ Brand |

| Arbitro: | Derlin (Bad Schwartau) |

|  |           |                                                            |
|  | Marcatori | 19’, 47’ Jónsdóttir 44’ Pajor 56’ Brand 60’ (rig.) Janssen |

| Arbitro: | Michel (Magonza) |

|                                                          |           |           |
| Karl 4’ (aut.) Blomqvist 58’ Popp 84’ Janssen 90’ (rig.) | Marcatori | 42’ Minge |

### UEFA Women's Champions League

#### Fase a gironi
| Arbitro: | Byrne |

|                                      |           |  |
| Pajor 8’, 15’ Lattwein 56’ Roord 90’ | Marcatori |  |

| Arbitro: | Sipos |

|  |           |                     |
|  | Marcatori | 11’ Brand 76’ Pajor |

| Arbitro: | Ćetković |

|             |           |           |
| Giacinti 3’ | Marcatori | 33’ Pajor |

| Arbitro: | Welch |

|                                            |           |                    |
| Pajor 24’, 53’ Jónsdóttir 40’ Lattwein 52’ | Marcatori | 42’ Alves 76’ Haug |

| Wolfsburg 16 dicembre 2022, ore 21:00 CET 5ª giornata | Wolfsburg | 0 – 0 referto | Slavia Praga | AOK Stadion\| Arbitro: \| Nervik \| |
| Arbitro:                                              | Nervik    |               |              |                                     |

| Arbitro: | Antoniou |

|                         |           |                                                                                    |
| Zver 78’ Schumacher 85’ | Marcatori | 5’ Lattwein 38’ Hegering 40’ Huth 56’ Pajor 67’ Waßmuth 74’, 76’ Wolter 85’ Bremer |

#### Fase a eliminazione diretta
| Arbitro: | Welch |

|  |           |                    |
|  | Marcatori | 62’ (rig.) Janssen |

| Arbitro: | Cheryl Foster |

|          |           |           |
| Popp 20’ | Marcatori | 30’ Diani |

| Arbitro: | Monzul' |

|                          |           |                            |
| Pajor 19’ Jónsdóttir 24’ | Marcatori | 45’ Souza 69’ Blackstenius |

| Arbitro: | Lehtovaara |

|                              |           |                                |
| Blackstenius 11’ Beattie 75’ | Marcatori | 41’ Roord 58’ Popp 119’ Bremer |

| Arbitro: | Foster |

|                             |           |                   |
| Guijarro 48’, 50’ Rolfö 70’ | Marcatori | 3’ Pajor 37’ Popp |

## Statistiche

### Statistiche di squadra
| Competizione         | Punti | In casa | In casa | In casa | In casa | In casa | In casa | In trasferta | In trasferta | In trasferta | In trasferta | In trasferta | In trasferta | Totale | Totale | Totale | Totale | Totale | Totale | DR  |
| Competizione         | Punti | G       | V       | N       | P       | Gf      | Gs      | G            | V            | N            | P            | Gf           | Gs           | G      | V      | N      | P      | Gf     | Gs     | DR  |
| -------------------- | ----- | ------- | ------- | ------- | ------- | ------- | ------- | ------------ | ------------ | ------------ | ------------ | ------------ | ------------ | ------ | ------ | ------ | ------ | ------ | ------ | --- |
| Frauen-Bundesliga    | 57    | 11      | 10      | 0       | 1       | 47      | 6       | 11           | 9            | 0            | 2            | 25           | 11           | 28     | 19     | 0      | 3      | 75     | 17     | +58 |
| DFB-Pokal der Frauen | -     | 1       | 1       | 0       | 0       | 4       | 1       | 4            | 4            | 0            | 0            | 23           | 2            | 5      | 4      | 5      | 0      | 27     | 3      | +24 |
| Champions League     | -     | 5       | 2       | 3       | 0       | 11      | 5       | 6            | 4            | 1            | 1            | 17           | 8            | 11     | 6      | 4      | 1      | 28     | 13     | +15 |
| Totale               | -     | 17      | 13      | 3       | 1       | 62      | 12      | 21           | 17           | 1            | 3            | 65           | 21           | 44     | 29     | 9      | 4      | 130    | 33     | +97 |

### Andamento in campionato
| Giornata  | 1 | 2 | 3 | 4 | 5 | 6 | 7 | 8 | 9 | 10 | 11 | 12 | 13 | 14 | 15 | 16 | 17 | 18 | 19 | 20 | 21 | 22 |
| --------- | - | - | - | - | - | - | - | - | - | -- | -- | -- | -- | -- | -- | -- | -- | -- | -- | -- | -- | -- |
| Luogo     | C | T | C | T | C | T | C | T | C | C  | T  | T  | C  | T  | C  | T  | C  | T  | C  | T  | T  | C  |
| Risultato | V | V | V | V | V | V | V | V | V | V  | V  | V  | P  | V  | V  | P  | V  | V  | V  | P  | V  | V  |
| Posizione | 1 | 1 | 1 | 1 | 1 | 1 | 1 | 1 | 1 | 1  | 1  | 1  | 1  | 1  | 1  | 2  | 2  | 2  | 2  | 2  | 2  | 2  |

Legenda:

Luogo: C = Casa; T = Trasferta. Risultato: V = Vittoria; N = Pareggio; P = Sconfitta.

### Statistiche delle giocatrici
| Giocatore     | Frauen-Bundesliga | Frauen-Bundesliga | Frauen-Bundesliga | Frauen-Bundesliga | DFB-Pokal der Frauen | DFB-Pokal der Frauen | DFB-Pokal der Frauen | DFB-Pokal der Frauen | Champions League | Champions League | Champions League | Champions League | Totale   | Totale | Totale      | Totale     |
| Giocatore     | Presenze          | Reti              | Ammonizioni       | Espulsioni        | Presenze             | Reti                 | Ammonizioni          | Espulsioni           | Presenze         | Reti             | Ammonizioni      | Espulsioni       | Presenze | Reti   | Ammonizioni | Espulsioni |
| ------------- | ----------------- | ----------------- | ----------------- | ----------------- | -------------------- | -------------------- | -------------------- | -------------------- | ---------------- | ---------------- | ---------------- | ---------------- | -------- | ------ | ----------- | ---------- |
| S. Agrež      | 4                 | 0                 | 0                 | 0                 | 0                    | 0                    | 0                    | 0                    | 1                | 0                | 0                | 0                | 5        | 0      | 0           | 0          |
| R. Blomqvist  | 12                | 5                 | 0                 | 0                 | 3                    | 0                    | 0                    | 0                    | 5                | 0                | 0                | 0                | 20       | 5      | 0           | 0          |
| T. Blumenberg | 1                 | 0                 | 0                 | 0                 | -                    | -                    | -                    | -                    | -                | -                | -                | -                | 1        | 0      | 0           | 0          |
| J. Brand      | 17                | 3                 | 0                 | 0                 | 3                    | 2                    | 0                    | 0                    | 9                | 1                | 1                | 0                | 29       | 6      | 1           | 0          |
| P. Bremer     | 6                 | 2                 | 1                 | 0                 | 2                    | 1                    | 0                    | 0                    | 4                | 2                | 0                | 0                | 12       | 5      | 1           | 0          |
| K. Demann     | 3                 | 0                 | 1                 | 0                 | 4                    | 0                    | 0                    | 0                    | 3                | 0                | 1                | 0                | 10       | 0      | 2           | 0          |
| M. Frohms     | 17                | -9                | 0                 | 0                 | 4                    | -2                   | 0                    | 0                    | 10               | -10              | 0                | 0                | 31       | -21    | 0           | 0          |
| M. Hegering   | 9                 | 4                 | 0                 | 0                 | 2                    | 1                    | 0                    | 0                    | 4                | 1                | 0                | 0                | 15       | 6      | 0           | 0          |
| K. Hendrich   | 18                | 0                 | 1                 | 0                 | 3                    | 0                    | 0                    | 0                    | 9                | 0                | 0                | 0                | 30       | 0      | 1           | 0          |
| S. Huth       | 15                | 1                 | 0                 | 1                 | 3                    | 1                    | 0                    | 0                    | 8                | 1                | 1                | 0                | 26       | 3      | 1           | 1          |
| D. Janssen    | 16                | 2                 | 0                 | 0                 | 4                    | 2                    | 0                    | 0                    | 9                | 1                | 1                | 0                | 29       | 5      | 1           | 0          |
| S. Jónsdóttir | 17                | 4                 | 0                 | 0                 | 4                    | 3                    | 0                    | 0                    | 8                | 1                | 0                | 0                | 29       | 8      | 0           | 0          |
| J. Kassen     | 0                 | 0                 | 0                 | 0                 | 0                    | 0                    | 0                    | 0                    | 0                | 0                | 0                | 0                | 0        | 0      | 0           | 0          |
| K. Kiedrzynek | 0                 | 0                 | 0                 | 0                 | 0                    | 0                    | 0                    | 0                    | 0                | 0                | 0                | 0                | 0        | 0      | 0           | 0          |
| L. Lattwein   | 16                | 2                 | 2                 | 0                 | 3                    | 0                    | 0                    | 0                    | 8                | 3                | 1                | 0                | 27       | 5      | 3           | 0          |
| L. Oberdorf   | 14                | 1                 | 1                 | 0                 | 3                    | 0                    | 0                    | 0                    | 6                | 0                | 2                | 0                | 23       | 1      | 3           | 0          |
| E. Pajor      | 16                | 11                | 0                 | 0                 | 4                    | 4                    | 0                    | 0                    | 9                | 7                | 0                | 0                | 29       | 22     | 0           | 0          |
| A. Popp       | 17                | 14                | 3                 | 0                 | 2                    | 4                    | 0                    | 0                    | 9                | 2                | 2                | 0                | 28       | 20     | 5           | 0          |
| F. Rauch      | 17                | 2                 | 0                 | 0                 | 4                    | 0                    | 0                    | 0                    | 8                | 0                | 1                | 0                | 29       | 2      | 1           | 0          |
| J. Roord      | 14                | 5                 | 0                 | 0                 | 3                    | 3                    | 0                    | 0                    | 7                | 2                | 1                | 0                | 24       | 10     | 1           | 0          |
| S. Starke     | 1                 | 0                 | 0                 | 0                 | 1                    | 0                    | 0                    | 0                    | 0                | 0                | 0                | 0                | 2        | 0      | 0           | 0          |
| T. Sellner    | 13                | 6                 | 1                 | 0                 | 4                    | 0                    | 0                    | 0                    | 5                | 1                | 1                | 0                | 22       | 7      | 2           | 0          |
| J. Wedemeyer  | 12                | 0                 | 0                 | 0                 | 3                    | 0                    | 1                    | 0                    | 3                | 0                | 0                | 0                | 18       | 0      | 1           | 0          |
| L. Weiß       | 1                 | 0                 | 0                 | 0                 | 0                    | 0                    | 0                    | 0                    | 0                | 0                | 0                | 0                | 1        | 0      | 0           | 0          |
| L. Wilms      | 15                | 0                 | 1                 | 0                 | 4                    | 1                    | 0                    | 0                    | 7                | 0                | 0                | 0                | 26       | 1      | 1           | 0          |
| P-S. Wolter   | 6                 | 0                 | 0                 | 0                 | 1                    | 0                    | 0                    | 0                    | 2                | 2                | 0                | 0                | 9        | 2      | 0           | 0          |